# Estrada do Polo Sul

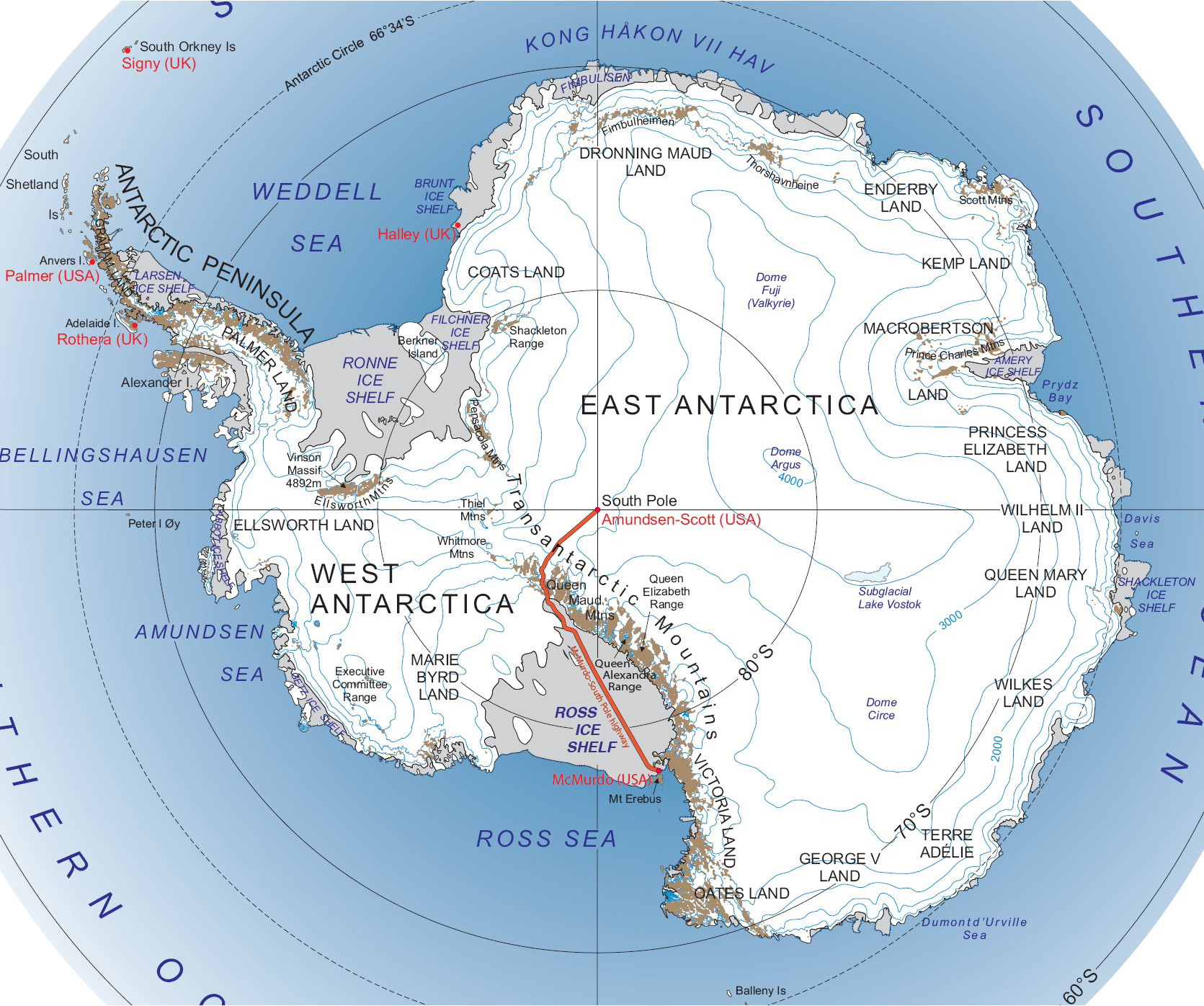
Mapa mostrando a estrada do polo sul.

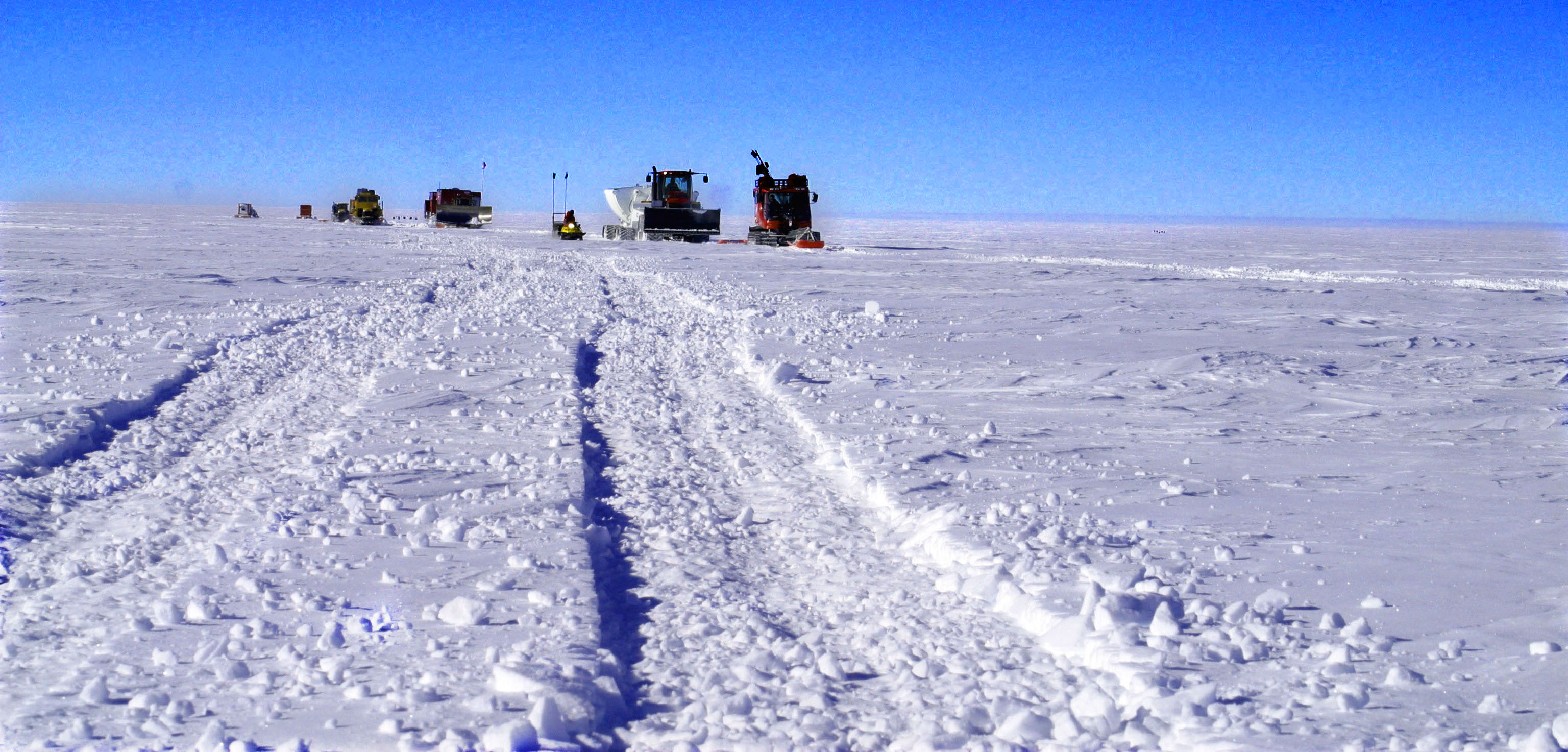
Caravana passando pela rota em 2006

Estrada do Polo Sul, também chamada de Estrada McMurdo-Polo Sul, é uma estrada de neve compactada de aproximadamente 1,601 km de comprimento na Antártida e que liga a Estação McMurdo, dos Estados Unidos, até a Estação Amundsen-Scott. Foi construída através do nivelamento da neve e do preenchimento de fendas, mas não é pavimentada; bandeiras marcam a sua rota. A construção começou durante o verão antártico 2002/03. Foi terminada no verão 2005/2006.